# Billy Edwards (Boxer)
Billy Edwards (* 21. Dezember 1844 in Birmingham, England; † 13. August 1907 in Brooklyn, USA) war ein englischer Boxer in der Bare-knuckle-Ära. 
Er hatte eine sehr lange und erfolgreiche Karriere und trat gegen die besten Boxer seiner Zeit an. 
Edwards starb am 13. August 1907 in Brooklyn und fand im Jahr 2004 Aufnahme in die International Boxing Hall of Fame.